# Tishri
Cette page contient des caractères spéciaux ou non latins. S’ils s’affichent mal (▯, ?, etc.), consultez la page d’aide Unicode.
Tishri (en hébreu : תשרי, « tishri », « tichri », « tishrei » ou « tisseri ») est le 1er mois de l'année civile et le 7e mois de l’année ecclésiastique du calendrier hébraïque. 

C'est un mois automnal de trente jours.
Le nom  « tishri », d'origine akkadienne (tašrītu : « commencement », de šurrû : « commencer »), était largement utilisé depuis la captivité à Babylone, apparaissant dans le Talmud et le Targoum d'Onkelos. 
Le Baal Hatourim dans son commentaire sur la Torah dans Béréchit 1:1 dit qu'en inversant les lettres de בראשית (Béréchit - Au commencement) on obtient א בתשרי (soit 1er tishri).

## Premier ou septième mois?
Dans la Bible, tishri est appelé « ethanim », le septième mois, et c'est d'ailleurs ainsi qu'il est appelé encore de nos jours par les karaïtes. Ceux-ci ne reconnaissent pas au premier jour de ce mois le statut de Roch Hachana (littéralement : « tête de l'année »), comme il est d'usage dans le judaïsme rabbinique.
Il semblerait en effet que le fait de commencer l'année en ce mois soit un usage babylonien, par rapport à l'année agricole, alors que le premier mois dans la Bible est explicitement nissan, le mois associé à la Sortie d'Égypte.
Les Sages du Talmud concilient ce début de l'année agricole avec le plan théologique de la façon suivante : 

« Le monde est jugé quatre fois dans l'année : à la Pâque, un décret est issu sur ce que produira le sol ; à la Pentecôte, sur les fruits des arbres ; au jour du Nouvel An, tous les hommes passent devant « Lui » (Dieu) ; Et à la fête des Cabanes, un décret est prononcé sur les précipitations annuelles. »

— Mishna, traité Roch Hachana 1:2.

## Célébrations
- Le 1er de tishri a lieu la fête de Roch Hachana.
- Le 10 du mois de tishri a lieu la célébration du Yom Kippour.
  - Ces deux jours marquent la période des « jours redoutables » (Yamim noraïm), consacrés à la pénitence et au repentir. Le 3e jour de tishri est célébré le jeûne de Guedaliah (Godolias (en)), commémorant l'assassinat du gouverneur de Judée par un « loyaliste » judéen, ce qui entraîna l'abandon massif de la Terre d'Israël par ses occupants. Selon la tradition, Guedaliah (en) aurait été assassiné le 1er tishri, mais il ne sied pas de jeûner à Roch Hachana.
- La fête de Souccot, se déroule du 15 au 22e jour de ce mois. Elle se conclut par les célébrations de Hoshanna Rabba, Shemini Atzeret et Sim'hat Torah.